# Internationale Cricket-Saison 1934/35
Die internationale Cricket-Saison 1934/35 fand zwischen November 1934 und März 1935 statt. Als Wintersaison wurden vorwiegend Heimspiele der Mannschaften aus Südasien, der Karibik und Ozeanien ausgetragen.

## Überblick

### Internationale Touren
| Beginn         | Heimteam    | Auswärtsteam | Resultate | Artikel |
| Beginn         | Heimteam    | Auswärtsteam | Test      | Artikel |
| -------------- | ----------- | ------------ | --------- | ------- |
| 8. Januar 1935 | West Indies | England      | 2–1 [4]   | Artikel |

### Internationale Touren (Frauen)
| Beginn            | Heimteam   | Auswärtsteam | Resultate | Artikel |
| Beginn            | Heimteam   | Auswärtsteam | WTest     | Artikel |
| ----------------- | ---------- | ------------ | --------- | ------- |
| 28. Dezember 1934 | Australien | England      | 0–2 [3]   | Artikel |
| 16. Februar 1935  | Neuseeland | England      | 0–1 [1]   | Artikel |

## Nationale Meisterschaften
Aufgeführt sind die nationalen Meisterschaften der Full Member des ICC.
| Land       | First-Class              |
| ---------- | ------------------------ |
| Australien | Sheffield Shield 1934/35 |
| Indien     | Ranji Trophy 1934/35     |
| Neuseeland | Plunket Shield 1934/35   |
| Südafrika  | Currie Cup 1934/35       |